# DELICATE PLANET
『DELICATE PLANET』（デリケイト・プラネット）は1994年5月25日にリリースされたaccessの3rdアルバム。発売元はファンハウス。

## 概要
8thシングル『SWEET SILENCE』と同時リリース。アルバムでは自己最高の27.7万枚のセールスを記録し、自身初のオリコン1位を獲得した。
先行シングル4曲が収録されているが、いずれもアルバム用にアレンジされた「West Side Mix」として収録されており、シングルとはバージョンが異なる。ロンドンのウエストサイド・スタジオにてリチャード・ジェームス・バージェスがリミックスを行った。
全体的なテーマは「舞台は近未来。もしマシンが生命を持ってしまったら」という発端から展開させているコンセプト・アルバムである。
アルバムタイトルは「地球は太陽系第3惑星であるから」「今作が3枚目のオリジナルアルバムだから」という意図を込めた。
音作り・アレンジの面では、前作より音数を少なくしている。アナログシンセサイザーでデジタルシンセサイザーの様な繊細さを出したり、デジタルシンセサイザーで生音なのか、アナログシンセサイザーなのか曖昧な音色を作った。
歌詞の面では、今までは「一つひとつの単語で意味を伝える」様に書いていたが、今回は事前にテーマを固めた後「使っている言葉は普通っぽいけど、一曲毎の流れで聞いてもらって、後で何かを感じてもらえる」様に書いた。
初回限定版にはオールカラーブックレットが付属。2013年9月11日、ソニー・ミュージックダイレクトより全曲リマスタリング・Blu-spec CD2仕様で再発売された。
なお、クレジット上は「作詞・作曲：AXS」と表記されているが、JASRACには貴水博之と井上秋緒が作詞者として、それぞれ6曲ずつ登録されており、前作より井上が作詞を手掛けた作品の比重が大きくなっている。

## 収録曲
※カッコ内の著作者はJASRAC作品データベース検索サービスによる。
| 全作詞: AXS (貴水博之※#1-#3,#5,#6,#12、井上秋緒※#4,#7-#11)、全作曲: AXS (浅倉大介)、全編曲: AXS。 |                                      |                                                        |                  |      |
| #                                                                                                 | タイトル                             | 作詞                                                   | 作曲・編曲       | 時間 |
| 1.                                                                                                | 「SILVER HEART」                     | AXS ( 貴水博之 ※#1-#3,#5,#6,#12、 井上秋緒 ※#4,#7-#11) | AXS ( 浅倉大介 ) | 4:57 |
| 2.                                                                                                | 「MISTY HEARTBREAK - West Side Mix」 | AXS ( 貴水博之 ※#1-#3,#5,#6,#12、 井上秋緒 ※#4,#7-#11) | AXS ( 浅倉大介 ) | 4:01 |
| 3.                                                                                                | 「夢を見たいから - West Side Mix」   | AXS ( 貴水博之 ※#1-#3,#5,#6,#12、 井上秋緒 ※#4,#7-#11) | AXS ( 浅倉大介 ) | 4:43 |
| 4.                                                                                                | 「STAY MY LOVE」                     | AXS ( 貴水博之 ※#1-#3,#5,#6,#12、 井上秋緒 ※#4,#7-#11) | AXS ( 浅倉大介 ) | 4:02 |
| 5.                                                                                                | 「STONED MERGE - West Side Mix」     | AXS ( 貴水博之 ※#1-#3,#5,#6,#12、 井上秋緒 ※#4,#7-#11) | AXS ( 浅倉大介 ) | 4:19 |
| 6.                                                                                                | 「PINK JUNKTION」                    | AXS ( 貴水博之 ※#1-#3,#5,#6,#12、 井上秋緒 ※#4,#7-#11) | AXS ( 浅倉大介 ) | 4:06 |
| 7.                                                                                                | 「REGRET」                           | AXS ( 貴水博之 ※#1-#3,#5,#6,#12、 井上秋緒 ※#4,#7-#11) | AXS ( 浅倉大介 ) | 4:29 |
| 8.                                                                                                | 「DECADE & XXX」                     | AXS ( 貴水博之 ※#1-#3,#5,#6,#12、 井上秋緒 ※#4,#7-#11) | AXS ( 浅倉大介 ) | 6:02 |
| 9.                                                                                                | 「SWEET SILENCE - West Side Mix」    | AXS ( 貴水博之 ※#1-#3,#5,#6,#12、 井上秋緒 ※#4,#7-#11) | AXS ( 浅倉大介 ) | 5:10 |
| 10.                                                                                               | 「TRY AGAIN - West Side Mix」        | AXS ( 貴水博之 ※#1-#3,#5,#6,#12、 井上秋緒 ※#4,#7-#11) | AXS ( 浅倉大介 ) | 5:38 |
| 11.                                                                                               | 「FIND NEW WAY」                     | AXS ( 貴水博之 ※#1-#3,#5,#6,#12、 井上秋緒 ※#4,#7-#11) | AXS ( 浅倉大介 ) | 5:14 |
| 12.                                                                                               | 「BEAT PLANET」                      | AXS ( 貴水博之 ※#1-#3,#5,#6,#12、 井上秋緒 ※#4,#7-#11) | AXS ( 浅倉大介 ) | 5:42 |
| 合計時間:                                                                                         | 合計時間:                            | 58:23                                                  |                  |      |

## 楽曲解説
SILVER HEART
映画「ブレードランナー」を下敷きにし、「もし、劇中のレプリカントが感情を持ったら?恋に芽生えたら?」をテーマにした。
音色はメタリック志向のシンセサウンドとストリングスの融合に挑戦した。
夢を見たいから - West Side Mix
シングルバージョンでは、後ろで流れていたコーラスを前面に押し出し、コーラスだけが流れるパートを作ることで、無機質なニュアンスを強調し、且つシンプルな構造にまとめた。
STAY MY LOVE
access初のリズムパート無しで作曲したバラード。
浅倉がバックトラックを作り出した時から、「ピアノ・ストリングスでいい」と思い、途中で木管楽器を意識した音色を入れながらも、全てのパートで生音に近づけたバックトラックが展開されている。結果、ピアノ・ストリングスが全体の90%を占める構成になっている。
歌詞は「自分の好きな人が隣で寝ていて、自分が先に起きて愛しい人を見守っている時の感情」等、「純愛」をテーマに書かれた。
貴水はより豊かな感情表現を大切にし、納得するまで何度も自らリテイクを申し出た。
PINK JUNKTION
全体のコンセプトは「現実離れした世界を描くことで、より純度の高い真実を書き出す」ことを目指した。
歌録りに際して、浅倉は貴水に「堅苦しく歌わないで」「ループのリズムの中でボソボソつぶやいている感じで」「寝転がって歌うつもりでやってよ」とリクエストした。
「JUNKTION」は「JUNK（ガラクタ）」をもじった造語である。
REGRET
「お互い惹かれ合っているけど、どうしようもない大人の恋」「目に見えない切なさ」「人間が持つデリケートな1つの感情」「失った恋」を歌った、ミドルテンポのバラード。
DECADE & XXX
当時「終了」宣言したTMNに対してのトリビュート的なメッセージが込められており、XXXは「Thanks, Good-Bye」と読む。
音色・メロディ・歌詞に「浅倉と小室哲哉の関係性」「TMゆかりの言葉」を込めている。
詞についてはリリース時には「貴水は浅倉・TMのスタッフから聞いたTM関連のエピソードを元に書いた、「ELECTRIC PROPHET」の歌詞の一部を小室から許可をもらった上で引用した」と貴水が書いた体とされていたが、前述のようにJASRAQ登録では作詞：井上秋緒となっている。なおJASRAQには副題として「ディケイド　アンド　サンクス　グッバイ」が登録されている。
TRY AGAIN - West Side Mix
ボーカルは全パート新規録音。貴水はハイトーンのボーカルに固執せず、新しい音域で歌うことに挑戦した。
シングルバージョンより、ピアノが前面に出ている。
FIND NEW WAY
テーマは「『夢を見たいから』の続編」を想定して、「夢を見たいから」よりシチュエーションを更にポジティブにして、現実的且つ具体的にする様にした。
掛け声はロンドンのスタジオで、マネージャー・プロデューサー・コーディネーター等、スタッフが総動員して録られた。
本作ではここでしか聞くことができないドラムサウンドを使用している。
BEAT PLANET
貴水はAメロの歌詞を好き勝手に書いた後に、「今までに書いたことのない感じで書きたい」と思い、口語を意識して書いた。
Aメロはほぼ完成していたが、それ以降は貴水が書いた歌詞を優先させる形で制作した。
別々の計4種類のループ・リズムを混ぜ合わせて、不思議なノリを作った。
貴水は歌録りの際に、「ただ盛り上がって終わるのではなく、何かを感じてもらいたい」「色んな意味で地球がデリケートな状態にある。地球は熟した果実みたいだけど、その中からデリケートな感情・変化の中でのバランス・微妙なニュアンスを感じ取ってくれたら」という思いから、本曲をセットリストの最後にすることを望んだ。それを表現するためにラップとも童歌とも受け取れるイントネーションを駆使している。

## 参加ミュージシャン・スタッフ
- プログラミング&キーボード：浅倉大介
- ギター：葛城哲哉
- ギター：北島健二
- レコーディング・エンジニア：大里正毅（Fun House）
- ミキシング・エンジニア：大里正毅（Fun House）
- ミキシング・エンジニア：リチャード・ジェームス・バージェス（Tbtg）
- マスタリング・エンジニア：ブライアン・ガードナー（Bernie Grundman Mastering）
- プロデューサー：井上哲生（Timemachine）
- プロデューサー：大里正毅（Fun House）
- A&R：石田隆之（Fun House）
- エグゼクティブ・プロデューサー：青木高貴（Timemachine）
- スーパーバイザー：松村慶子（Timemachine）
- スーパーバイザー：原正志（Fun House）